# Kolyvanské jezero
Kolyvanské jezero (rusky Колыванское озеро) je jezero u úpatí severního svahu Kolyvanského hřbetu v Altajském kraji v Rusku. Má rozlohu 4,2 km². Je 4 km dlouhé a 1 až 2,4 km široké. Průměrně je hluboké 3 m, maximální hloubku má 28 m. Leží v nadmořské výšce 337 m.

## Pobřeží
Jezero je protáhlé z jihu na sever. Pobřeží je nízké, místy zarostlé křovím. Charakteristické jsou velmi kuriózní tvary břehových žulových skal. Dno je jílové, jehož mocnost dosahuje až 1,5 m.

## Vodní režim
Jezero je průtočné a sladkovodní. Ústí do něj řeka Usť-Kalmanka, která se při odtoku jmenuje Kolyvanka.

## Přístup
Nachází se 2 km východně od vesnice Savvuška. Do ní je spojení z Barnaulu autem nebo linkovým autobusem (315 km).

## Využití
V létě je voda vhodná ke koupání (teplota 21 – 22 °С). V jezeře roste vzácná a chráněná kotvice plovoucí. Na břehu leží dětský letní tábor.